# Major Grom: Tjumnoj Doktor
Major Grom: Tjumnoj Doktor (russisk: Майор Гром: Чумной Доктор, da. Major Grom: Pestlægen) er en russisk superhelt-detektivfilm fra 2021 instrueret af Oleg Trofim. Filmen er baseret på en tegneserie-serie Major Grom, udgivet af det russiske forlag Bubble Comics. Det er den anden film baseret på Bubble-tegneserierne og den første film i Bubble Cinematic Universe. Den efterfulgte den korte Major Grom (2017), der fungerede som pilottest for et projekt i spillefilmlængde. Filmen foregår i Sankt Petersborg og fortæller historien om politimajor Igor Grom, der forfølger en selvtægtsmorder med en pestlæges maske.
Filmen fik generelt gode anmeldelser, men solgte få billetter i Rusland og blev i første omgang en økonomisk fiasko. Filmen blev dog senere vist på Netflix og den russiske filmplatform Kinopoisk HD, hvor den fik store seertal. Efterfølgeren, kaldet Grom: Trudnoje detstvo (da.: Major Grom: Svær barndom), kom i 2023. En yderligere efterfølger Major Grom: Igra (da.: Major Grom: Spillet) blev udgivet den 23. maj 2024.

## Medvirkende
- Tikhon Zhiznevskij som Igor Grom
- Ljubov Aksjonova som Julija Ptjolkina
- Aleksej Maklakov som Fjodor Prokopenko
- Aleksandr Setejkin som Dmitrij "Dima" Dubin
- Sergej Gorosjko som Sergej Razumovskij
- Konstantin Khabenskij som psykiater